# جيري برادي (سياسي)
جيري برادي (بالإنجليزية: Gerry Brady)‏ هو سياسي أيرلندي، ولد في 1948. حزبياً، نشط في فيانا فايل. في الانتخابات العمومية الإيرلندية، فبراير 1982 ‏، انتخب نائب دييل عن دائرة Kildare (Dáil constituency) ‏ وقد انضم خلال فترته النيابية ‏ (9 مارس 1982 – 4 نوفمبر 1982) للكتلة البرلمانية فيانا فايل.